# Lędzinek
Lędzinek – część miasta Radzynia Podlaskiego w Polsce, w województwie lubelskim, w powiecie radzyńskim.
Rozpościera się wzdłuż ulicy Lędzinek I i jej odnóg, na północ od centrum miasta.